# V(D)J rekombinacija
V(D)J rekombinacija (somatska rekombinacija) je mehanizam genetičke rekombinacije u ranim stupljevima imunoglobulinske (Ig) i  produkcije imunskog sistema. V(D)J rekombinacija se odvija u primarnim limfoidnim tkivima (koštanoj srži za B ćelije, i u grudnoj žlezdi za T ćelije). V(D)J rekombinacija skoro randomno kombinuje varijabilne, raznovrsne i spajajuće (engl. Variable, Diverse, and Joining) genske segmente kičmenjaka, i zbog slučajnosti u izboru različitih gena je u stanju da kodira raznovrsne proteine koji odgovaraju antigenima sa bakterija, virusa, parazita, disfunkcionalnih ćelija kao što su ćelije tumora, i polena.
Molekuli ljudskih antitela (i B ćelijski receptori) sastoje se od teških i lakih lanaca sa konstantnim (C) i varijablnim (V) regionima koji kodiraju gene tri lokusa.
1. Imunoglobulinski teški lokus (@) na hromozomu 14, koji sadrži gene za imunoglobulinski teški lanac
2. Imunoglobulinski kapa lokus (@) na hromozomu 2, koji sadrži gene za imunoglobulinski laki lanac
3. Imunoglobulinski lambda lokus (@) na hromozomu 22, koji sadrži gene za immunoglobulin laki lanac

Višestruki geni za varijabilne regione su kodirani u ljudskom genomu koji sadrži tri distinktna tipa segmenata. Na primer, region imunoglobulinskog teškog lanaca sadrži 44 varijabilna (V) gena plus 27 D gena i 6 J gena. Laki lanci takođe poseduju brojne V i J gene, ali nemaju D gene. Mehanizmom DNK preuređivanja tih regionalnih gena moguće je generisati enormni repertoar antitela; oko 3×1011 kombinacija je moguće, mada se neke uklanjaju zbog samoreaktivnosti.

## Literatura
- Hartwell LH, Hood L, Goldberg ML, Reynolds AE, Silver LM, Veres RC (2000). Chapter 24, Evolution at the molecular level. In: Genetics. New York: McGraw-Hill. стр. 805—807. ISBN 978-0-07-299587-9.
- Abbas AK & Lichtman AH (2003). Cellular and Molecular Immunology (5th изд.). Saunders, Philadelphia. ISBN 978-0-7216-0008-6.